# Strahinja Milošević
Strahinja Milošević (Novi Sad, Serbia, 25 de septiembre de 1985) es un jugador de baloncesto serbio que pertenece a la plantilla del Club Baloncesto Sevilla de la Liga ACB. Con 2,03 metros de altura juega en la posición de Ala-pívot.

## Trayectoria deportiva
El ala-pívot formado en la BC Vojvodina de su ciudad natal y que en la temporada 2007-08 daría el salto al Partizán de Belgrado, con el que jugó la Euroleague.
Tres temporadas en el conjunto serbio precedieron a otra, la 10-11, en la que no se movió de Belgrado pero sí de equipo. En el Crvena Zvezda (Estrella Roja) empezó a cobrar un mayor protagonismo en números al promediar 7 puntos, 5.5 rebotes y 1.7 asistencias por partido en 23 de la Liga Adriática.
En la 11-12 regresó a la Vojvodina Novi Sad, cuajando un gran ejercicio en el que ostentó una media de 11 puntos, 5.5 rebotes y 1.6 asistencias en la Liga Adriática. El siguiente actuaría en el KK Budućnost Podgorica montenegrino, con promedios de 5.3 puntos y 4 capturas en la Liga Adriática; y de 6.2 y 5.2 en 13 encuentros de la Eurocup, segunda competición del baloncesto continental.
La temporada 13-14 la comienza Milosevic en el Karpos Sokoli Skopje macedonio, pero pronto ficha por el Szolnoki Olaj KK de Hungría. En ese ejercicio, promedió 10 puntos y 5.7 rebotes en la Liga Adriática, números similares a los de la liga de Hungría (10 y 7.3) y de la EuroChallenge (9.9 y 4.9). La tendencia se prolongó en la campaña 14-15, en la que acabó con una media de 10.9 y 5.8 en la Eurocup; y de 9.9 y 5.5 en la Liga Adriática. La pasada, el ala-pívot de Novi Sad acreditó 12.2 puntos y 5.2 rebotes en la competición húngara, así como 14.7 puntos, 5.3 capturas y 2.4 asistencias en la Eurocup.
En agosto de 2016 se confirmó su plaza en el primer equipo del Real Betis Baloncesto.